# Biologische veiligheid
De biologische veiligheid omvat alle maatregelen van preventie die het mogelijk maken verlies van biologische integriteit te vermijden, in het 
bijzonder op het gebied van de gezondheid van de mens en betreffende
ecologie . Het heeft betrekking op de volgende gebieden: 
- Milieubescherming (betreffende de risico's van verspreiding van levensvormen tussen ecoregio's)
- Landbouw  (betreffende de risico's van genetische vervuiling (virussen of transgenetische genen), of risico's van besmetting door prionen (zoals BSE), of betreffende de vermindering van de risico's van besmettingen door bacteriën)
- Geneeskunde (betreffende transplantaties van organen of stoffen van biologische oorsprong, betreffende gentherapie, of betreffende de risico's van virusziektes, nocosomiales ziekten, of op de verschillende beschermingsniveaus van laboratoria, zoals het laboratorium P4 in Lyon)
- Scheikunde  (betreffende het nitraatgehalte in water en PCB-gehaltes die de vruchtbaarheid) beïnvloeden.
- Astrobiologie (betreffende monsters die van bijvoorbeeld Mars naar de Aarde gebracht worden. Zij zouden sporen kunnen bevatten van buitenaards leven).

Tot nog toe wordt de biologische veiligheid voornamelijk met betrekking tot
de landbouwsector waargenomen, maar bepaalde lobbys proberen om de
definitie uit te breiden tot de post-genetische risico's: nieuwe
moleculen, vormen van buitenaards leven. Sommigen zijn van mening dat biologische veiligheid in landbouw, scheikunde, geneeskunde, astrobiologie en 
verder de toepassing van het voorzorgsprincipe, vereist en dat
een nieuwe definitie gericht op de biologische aard van de bedreigde 
instantie, eerder dan op de aard van het gevaar van toepassing is.
Als biologische oorlogsvoering of vooralsnog speculatieve ideeën (robots, kunstmatige bacteriën) in het oog worden genomen zullen de voorzorgsmaatregelen die in verband met de biologische veiligheid zijn toegepast, biologisch waarschijnlijk niet afdoende zijn. Hierover gaat de nieuwe discipline biologische bescherming.